# 安德魯·史密斯 (英國國會議員)

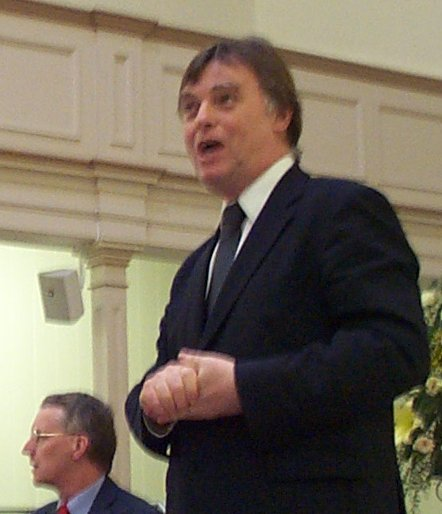

安德魯·史密斯（Andrew Smith，1951年2月1日—）是一位英國政治人物，他的黨籍是工黨。
自1987年開始，他擔任東牛津選區選出的英國下議院議員，也曾在2002年至2004年出任就業及退休保障大臣。2017年退休而卸任議員。